# (6341) 1993 UN3
(6341) 1993 UN3 es un asteroide perteneciente al cinturón de asteroides, región del sistema solar que se encuentra entre las órbitas de Marte y Júpiter, más concretamente a la familia de Eos, descubierto el 20 de octubre de 1993 por Seiji Ueda y el astrónomo Hiroshi Kaneda desde el Kushiro Marsh Observatory, Hokkaido, Japón.

## Designación y nombre
Designado provisionalmente como 1993 UN3. 

## Características orbitales
1993 UN3 está situado a una distancia media del Sol de 3,004 ua, pudiendo alejarse hasta 3,304 ua y acercarse hasta 2,703 ua. Su excentricidad es 0,100 y la inclinación orbital 10,26 grados. Emplea 1901,98 días en completar una órbita alrededor del Sol.

## Características físicas
La magnitud absoluta de 1993 UN3 es 11,9. Tiene 13,502 km de diámetro y su albedo se estima en 0,149. 